# ACARS
L'ACARS (acronimo di Aircraft Communication Addressing and Reporting System) è un sistema di datalink digitale tra aeromobili e stazioni di terra in uso dal 1978. Il protocollo è stato sviluppato inizialmente da ARINC per inviare tramite telex informazioni sulla fase del volo dell'aeromobile (al gate, taxi, in volo, atterrato) per motivi amministrativi. Negli anni a seguire fino ad oggi, viene utilizzato a vari scopi, dal controllo del traffico aereo, fino a sistema di diagnostica dalle compagnie aeree (permettendo di accorciare i tempi logistici di manutenzione).

## Tecnica di trasmissione
Inizialmente il flusso di dati era trasmesso unicamente in VHF mentre attualmente viene affiancato da un sistema satellitare per comunicazioni a lungo raggio, tipicamente per coprire le aree oceaniche sprovviste di stazioni di ricezione terrestri, e da un sistema HF per le regioni polari.
I messaggi standard in VHF sono trasmessi sulla frequenza di 131,725 MHz e modulazione Minimum-shift Keying. Altre tipologie di messaggio vengono trasmesse su altre frequenze, in base alla nazione di appartenenza, entro il range 129,125 MHz - 136,900 MHz.

## Tipi di messaggio
I dati possono essere inviati in entrambe le direzioni, sia in automatico che con l'intervento di un operatore. ACARS ha reso molto più semplice e rapida l'individuazione di eventuali anomalie (in tempo reale) e generalizzando si ha un maggior controllo dell'andamento del volo, grazie all'interazione fra l'equipaggio di condotta e stazioni di terra.

### ATC: Controllo del traffico aereo
Il controllo del traffico aereo è generalmente effettuato via voce tramite apposite frequenze VHF. Si preferisce utilizzare una tecnica via testo in alcuni casi particolari:
- In grandi aeroporti in sostituzione dell'ATIS o del controllore DEL (il controllore che fornisce la clearence per il piano di volo) al fine di velocizzare la procedura non affollando le comunicazioni voce.
- Sulle rotte oceaniche, dove non sempre è possibile comunicare via VHF per le lunghe distanze tra l'aeromobile e la stazione di terra.

Questa tecnica è chiamata CPDLC, ovvero Controller–Pilot Data Link Communications.

### AOC: Controllo operazionale aeronautico
I messaggi di tipo AOC contengono informazioni relative all'aeromobile e i suoi sistemi. Questi messaggi sono attualmente in fase di standardizzazione, per consentire un'omogeneità tra diverse compagnie aeree. Esempi di valori indicati a terra sono: informazioni sul carburante, sistemi anti-ghiaccio, Electronic Flight Folder, condizioni meteo.

### AAC: Controllo amministrativo compagnia aerea

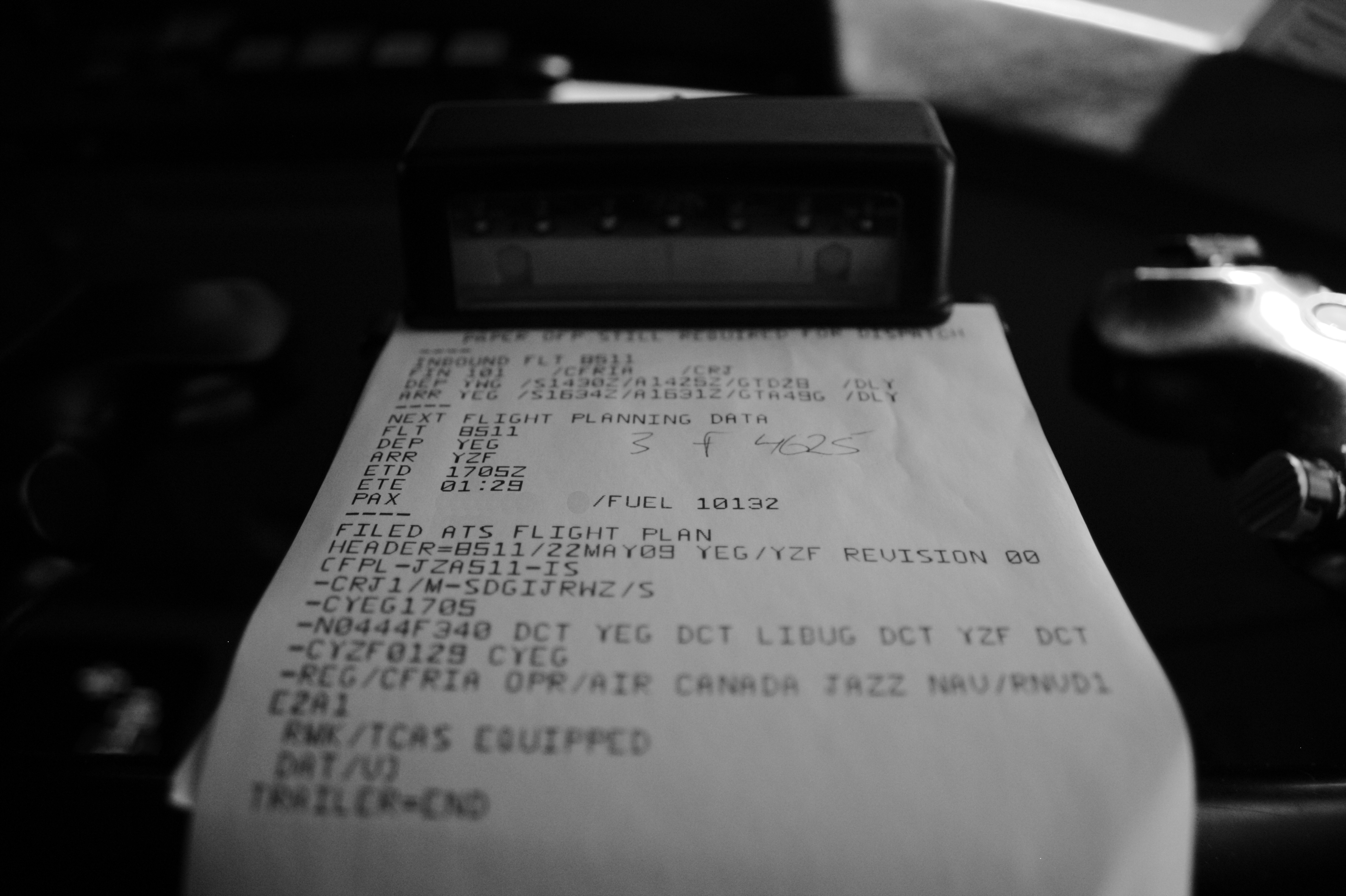
Esempio di comunicazione ricevuta dalla base della compagnia aerea sulla stampante interna alla cabina di pilotaggio, con indicazioni per il prossimo volo.

I messaggi AAC (Airline Administrative Control) sono a discrezione della compagnia aerea, anche se è fatto obbligo rispettare il format del messaggio come stabilito dallo standard  ARINC 618.. Esempi di messaggi usati sono:
- NOTAM
- Informazioni meteo
- Informazioni amministrative sul prossimo volo
- Dati di performance del velivolo
- Dati di verifica dello stato del velivolo
- Informazioni per il catering

Questi messaggi vengono solitamente stampati attraverso una piccola stampante termica presente in cabina di pilotaggio oppure visualizzati su appositi display (spesso in condivisione con l'FMS).

## Ruolo negli incidenti aerei
Recentemente l'ACARS ha avuto un ruolo rilevante in alcuni incidenti aerei:
- Volo Air France 447 nel 2009: negli ultimi minuti prima dell'impatto del velivolo con l'oceano, vennero ricevuti 24 messaggi ACARS, che hanno permesso di determinare preliminarmente una causa dell'incidente (il malfunzionamento degli indicatori di velocità, dovuto ai tubi di Pitot malfunzionanti).
- Volo Malaysia Airlines 370 nel 2014: la ricezione di un tentativo di connessione ACARS ha confermato, diverse ore dopo la sparizione dell'aereo, il fatto che era ancora in volo.
- Volo EgyptAir 804 nel 2016: pochi minuti prima di scomparire il velivolo ha inviato 7 messaggi ACARS, dai quali sono stati rilevati informazioni riguardanti il probabile impatto, tra cui la più importante, quella del fumo in cabina, che potrebbe esser stata la causa della depressurizzazione e quindi morte dei piloti.
- Volo US Airways 1549 nel 2009: l'ACARS del velivolo, ammarato nel fiume Hudson a seguito di un bird-strike, pochi minuti prima dell'impatto con l'acqua indicava una spinta residua nel motore 1, mentre in seguito al recupero si appurò che questo era completamente distrutto quindi non funzionante.

Per i dettagli si vedano le voci relative.